# Heyden (Familienname)
Heyden ist ein deutscher Familienname.

## Namensträger
- Abraham van der Heyden (1597–1678), deutscher Theologe, siehe Abraham Heidanus
- Adam Werner von Heyden (1852–1888), deutscher Landrat
- Adolf Heyden (1838–1902), deutscher Architekt
- Adolf von Heyden (1847–1920), deutscher Landrat
- Adolf Hoffmann-Heyden (1877–1964), deutscher Chirurg und Hochschullehrer
- Albrecht von Heyden-Linden (1872–1946), deutscher Politiker, MdL Pommern
- Alice von der Heyden (1897–1944), Opfer des Holocaust, siehe Liste der Stolpersteine im Kölner Stadtteil Sülz
- Anuna De Wever Van der Heyden (* 2001), belgische Klimaaktivistin
- August von Heyden (1827–1897), deutscher Maler und Dichter
- Bernd Heyden (1940–1984), deutscher Fotograf
- Bogislav von Heyden-Linden (Generalmajor) (1853–1909), deutscher Reiter und Generalmajor
- Bogislav von Heyden-Linden (Schauspieler) (1898–1991), deutscher Schauspieler
- Carl von Heyden (1793–1866), deutscher Politiker und Entomologe
- Carl von Heyden-Linden (1851–1919), preußischer Rittergutsbesitzer und Politiker, MdH
- Christian Heyden (Architekt) (1803–1869), deutscher Architekt
- Christian Heyden (Maler) (1854–1939), deutscher Maler
- Conrad Heyden (um 1385–1444), deutscher Stadtschreiber und Autor
- Cornelius von der Heyden (* 1974), deutscher Sänger, Musicaldarsteller und Schauspieler, siehe Die Bergkameraden
- Dietrich von Heyden-Linden (1898–1986), deutscher Physiker und Fotograf
- Dietrich Johann von der Heyden genannt Rynsch (1666–1729), deutscher Generalmajor
- Eberhard von der Heyden (1909–1941), deutscher Kameramann
- Eckhard Heyden (1925–2010), deutscher Künstler
- Eduard Heyden (1848–nach 1898), deutscher Archivar
- Egbert von Heyden (1897–1945), deutscher Adliger, Offizier und Chemiker
- Erich Heyden (1879–1948), deutscher Konteradmiral der Kriegsmarine
- Erik Heyden (* 1984), deutscher Turniertanzsportler
- Ernst von Heyden (Politiker, 1817) (1817–1859), deutscher Gutsbesitzer, Politiker und Abgeordneter
- Ernst von Heyden (Politiker, 1837) (1837–1917), deutscher Verwaltungsjurist und Politiker
- Ernst Friedrich von der Heyden (1704–1772), deutscher Oberst
- Ernst Werner von Heyden (1859–1932), deutscher Verwaltungsjurist und Gutsbesitzer
- Florian Heyden (* 1980), deutscher Manager und Autor
- Freda Heyden (* 1955), deutsche bildende Künstlerin
- Friedrich von Heyden (General) (1633–1715), deutscher General der Infanterie
- Friedrich von Heyden (Schriftsteller) (1789–1851), deutscher Schriftsteller
- Friedrich von Heyden (Chemiker) (1838–1926), deutscher Chemiker und Fabrikant
- Friedrich von der Heyden-Rynsch (1800–1868), preußischer Rittergutsbesitzer und Politiker
- Fritz Heyden (1888–1949), deutscher Landwirt und Politiker (NSDAP)
- Gerd Heyden (* 1941), deutscher Politiker (CDU), MdA Berlin
- Gotthard Eduard van der Heyden (1817–1902), deutscher Fabrikbesitzer und Abgeordneter
- Günter Heyden (1921–2002), deutscher Philosoph
- Hans Heyden (Instrumentenbauer) (1536–1613), deutscher Musikinstrumentenbauer und Organist
- Hans Christoph Heyden (1572–1617), deutscher Komponist und Organist
- Hans Wolf von der Heyden († 1643), deutscher Offizier und Kammerherr
- Heinrich Dominikus von Heyden (1744–1819), deutscher Richter und Politiker
- Helene von Heyden (1893–1940), deutsche Malerin
- Hellmuth Heyden (1893–1972), deutscher Theologe und Kirchenhistoriker
- Hermann von Heyden (1810–1851), deutscher Landrat und Politiker, MdL Preußen
- Hubert von Heyden (1860–1911), deutscher Maler
- Ilse von Heyden-Linden (1883–1949), deutsche Malerin
- J. C. J. van der Heyden (1928–2012), niederländischer Maler und Fotograf, siehe JCJ Vanderheyden
- Jacob van der Heyden (1573–1645), deutscher Maler, Graveur und Verleger
- Jan van der Heyden (1637–1712), niederländischer Maler
- Jean Van der Heyden (1900–1988), niederländischer römisch-katholischer Ordensgeistlicher, Apostolischer Präfekt von Kenge
- Jean-Pierre Heyden (Jean-Pierre Eugene Heyden, * 2000), niederländischer Fußballspieler
- Johan Jacob van der Heyden (1865–1928), niederländischer Maler und Grafiker
- Johann Heyden (Theologe) (auch Johannes Heyden), deutscher Theologe und Philologe
- Johann Caspar von der Heyden (1740–1807), deutscher Generalmajor
- Johann Jakob auf der Heyden (1705–1768), deutscher Politiker, Bürgermeister von Elberfeld
- Johann Siegmund von Heyden (auch Johann Siegmund von Heiden; 1641–1724), deutscher General der Kavallerie, Gouverneur von Lippstadt
- Johann Sigismund von der Heyden (auch Johann Sigismund von der Heiden; 1656–1730), deutscher General der Infanterie, Gouverneur von Wesel
- Johann Wilhelm auf der Heyden (1661–1746), deutscher Politiker, Bürgermeister von Elberfeld
- Julius von der Heyden (Pseudonym Emerentius Scävola; 1786–1867), deutscher Schriftsteller
- Karl von Heyden (Landrat) (Karl Julius von Heyden-Nerfken; 1796–1857), deutscher Landrat
- Karl Heyden (Maler) (1845–1933), deutscher Maler
- Karl von der Heyden (* 1936), deutsch-amerikanischer Manager
- Karl Hermann von Heyden (1840–1917), deutscher Offizier, Kammerherr und Phaleristiker
- Katharina Heyden (* 1977), deutsche evangelische Theologin und Kirchenhistorikerin
- Kurt von der Heyden-Rynsch (1867–1916), deutscher Verwaltungsbeamter
- Lucas von Heyden (Lucas Friedrich Julius Dominikus von Heyden; 1838–1915), deutscher Entomologe
- Luis Heyden (1893–1951), deutscher Tennisspieler
- Margot von Heyden-Linden (1895–1975), deutsche Malerin
- Otto Heyden (1820–1897), deutscher Maler
- Otto von der Heyden-Rynsch (1827–1912), deutscher Verwaltungsbeamter
- Peter Van der Heyden (* 1976), belgischer Fußballspieler
- Phillipp Heyden (* 1988), deutscher Basketballspieler
- Pieter van der Heyden (um 1530–1572), flämischer Kupferstecher
- Reinhold Heyden (1904–1946), deutscher Komponist und Musikfunktionär der NSDAP
- Rudolf Heyden (* 1920), deutscher Politiker, Oberbürgermeister von Rostock
- Sebald Heyden (1499–1561), deutscher Kantor, Schulleiter und Dichter
- Siebe Van der Heyden (* 1998), belgischer Fußballspieler
- Stéphane Van der Heyden (* 1969), belgischer Fußballspieler
- Theodor von Heyden (1789–1858), deutscher Politiker
- Ulrich von Heyden (1873–1963), deutscher Politiker, Landrat, Mitglied des Provinziallandtags der Provinz Brandenburg
- Ulrich Heyden (* 1954), deutscher Journalist und Buchautor
- Ulrich van der Heyden (* 1954), deutscher Historiker, Politikwissenschaftler
- Wichard Wilhelm von Heyden (1782–1836), deutscher Politiker, MdL Pommern
- Wilhelm Heyden (1844–1932), deutscher Jurist, Journalist, Historiker und Politiker
- Wilhelm von Heyden-Cadow (1839–1920), deutscher Politiker
- Wilhelm von Heyden-Linden (1842–1877), deutscher Verwaltungsjurist
- Wilhelm Günther von Heyden (1908–2004), deutscher Diplomat
- Woldemar von Heyden (1809–1871), deutscher Rittergutsbesitzer und Politiker, MdL Preußen